# Real Academia de la Historia
La Real Academia de la Historia es una institución encargada del estudio de la Historia de España, «antigua y moderna, política, civil, eclesiástica, militar, de las ciencias, letras y artes, o sea, de los diversos ramos de la vida, civilización y cultura de los pueblos españoles». La academia tiene su sede en Madrid.

## Historia
Los orígenes de la Real Academia de la Historia están en las tertulias celebradas por varios eruditos, Antonio Fernández Prieto y Sotelo entre otros,a partir de 1735 en el domicilio de Julián Hermosilla, abogado de los Reales Consejos, para tratar asuntos de Historia.
Posteriormente, trasladaron estas reuniones a los salones de la recién creada Real Biblioteca en el Pasadizo de la Encarnación y solicitaron la protección del rey Felipe V, que se la otorgó creando oficialmente la Real Academia de la Historia mediante real decreto el 18 de abril de 1738, y aprobando sus estatutos mediante Real Cédula el 17 de junio del mismo año. En ella se establecía que la finalidad de la Academia era la de aclarar «la importante verdad de los sucesos, desterrando las fábulas introducidas por la ignorancia o por la malicia, conduciendo al conocimiento de muchas cosas que oscureció la antigüedad o tiene sepultado el descuido».
En 1785, Carlos III ordena su traslado a la Casa de la Panadería, en la plaza Mayor de Madrid, donde ya estaba ubicada la biblioteca de la Real Academia de la Historia desde 1775. En 1836, el gobierno de Mendizábal concedió a la Academia gran número de códices, documentos y libros, además del caserón llamado Nuevo Rezado en la madrileña calle del León, número 21, que había pertenecido a los monjes jerónimos de El Escorial hasta la desamortización de los bienes de las órdenes religiosas. Allí se trasladó oficialmente por real orden de 23 de julio de 1837, aunque en la práctica no se trasladaría a él hasta 1874. 
Desde el 1 de enero de 1938, fecha de su creación, forma parte del Instituto de España.

## Obras
En febrero de 2009 la reina Sofía presidió en Madrid el acto de presentación del Atlas Cronológico de la Historia de España (ACHE), la primera obra de referencia de carácter normativo, elaborada por la Real Academia de la Historia y editada por el Grupo SM. Es una obra accesible por Internet para usuarios registrados.
El 21 de julio de 1999 la Real Academia de la Historia firmó un convenio con el Ministerio de Educación, Cultura y Deporte con la finalidad de desarrollar en un plazo de ocho años el Diccionario Biográfico Español, que tendría por objetivo crear unas 40.000 biografías de personajes destacados de la Historia de España. En diciembre de 2008, el Centro de Estudios Biográficos publicó en Internet los datos biográficos mínimos de los más de 40.000 personajes que se incluyeron en la primera edición del Diccionario Biográfico Español. En mayo de 2011, los reyes de España presidieron la presentación del Diccionario Biográfico Español. En concreto, Juan Carlos I y Sofía recibieron sus primeros veinticinco tomos, que estuvo completa en sus cincuenta volúmenes en septiembre de 2013. Una década después del comienzo de su publicación en Internet, a partir de mayo de 2018, las 50.000 biografías del diccionario empezaron a estar disponibles de forma íntegra en la web de la RAH.

## Sede

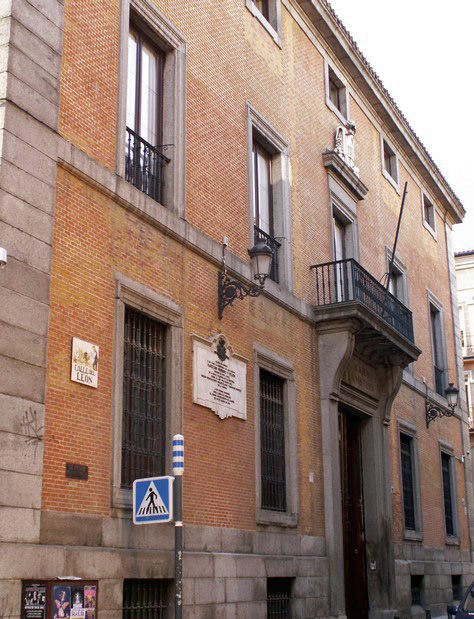
Imagen de la Sede de la Real Academia de la Historia, en Madrid, España.

La actual sede de la Real Academia de la Historia fue diseñada por el arquitecto Juan de Villanueva, y el edificio tenía como finalidad albergar los libros de rezos (de ahí el nombre del caserón del Nuevo Rezado) de los monjes jerónimos del monasterio de El Escorial, por eso encontramos una parrilla, símbolo del martirio de San Lorenzo, en la fachada del edificio. Las obras de construcción comenzaron en 1788, con austeridad en la ornamentación, pero con grandes proporciones y valiosos materiales. Las crónicas de la época cuentan la admiración de las gentes, cuando vieron entrar por Madrid los carretones que conducían las jambas y el dintel de la puerta tirados por veintiocho pares de bueyes. 
En 1836, el edificio fue desamortizado por el gobierno de Mendizábal y adjudicado a la Real Academia de la Historia. 
Entre 1871 y 1874, se llevaron a cabo obras de reforma, a cargo del arquitecto Eduardo Saavedra, y fue declarado Monumento Nacional en 1945. 
Al caserón del Nuevo Rezado se anexionaron en 1974 el palacio del Marqués de Molins y una pequeña casa de la calle de las Huertas, completando así toda la manzana entre las calles León, Huertas, Amor de Dios y Santa María.

## Organización
La Real Academia de la Historia es regida por la Junta de Gobierno, que se reúne todos los viernes no feriados a las siete de la tarde, y está formada por:
- El Director, elegido cada cuatro años en votación secreta por los Numerarios presentes en la última junta del año, nombra los interinos cuando se producen vacantes.
- El Secretario es el jefe administrativo de la Academia y ejecutor de los acuerdos.
- El Censor vela por el exacto cumplimiento del Estatuto, Reglamento y acuerdos.
- El Tesorero gestiona los ingresos y gastos de la Academia.

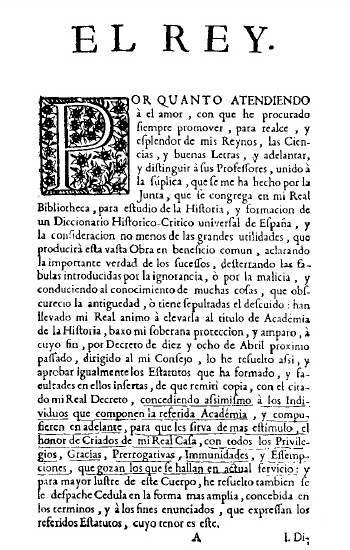
Real Cédula de 17 de junio de 1738, por la que se aprobaron los primeros estatutos.

- El Bibliotecario tiene a su cargo la colección de libros de la Academia.
- El Anticuario asume la conservación y estudio de los objetos arqueológicos.
- El Académico adjunto a la Comisión de Gobierno y Hacienda.

El trabajo de la Academia se organiza por medio de comisiones permanentes y especiales que se confían a uno o más de sus miembros. Las comisiones de trabajo actualmente (2006) son:
| - Comisiones permanentes: - Comisión de Indias - Comisión de Historia Eclesiástica - Comisión de Antigüedades y Estudios Clásicos - Comisión de Cortes y Fueros - Comisión de Estudios Orientales y Medievales - Comisión de Gobierno y Hacienda - Comisión Dictaminadora de las Propuestas de Correspondientes - Comisión de Actividades y Publicaciones - Comisión de Heráldica - Comisión de Legislación histórica de España - Comisión Mixta de las Reales Academias de la Historia y de Bellas Artes de San Fernando | - Comisiones especiales para el Diccionario Biográfico Español: - Comisión de Ciencias Económicas, Sociales y Políticas - Comisión de Letras y Humanidades - Comisión de Arte y Música - Comisión de Historia Política y Administración - Comisión de Historia (varios) y Espectáculos - Comisiones externas para el Diccionario Biográfico Español: - Comisión Española de Historia Militar - Comisión de Ciencias y Aplicaciones |

## Iberoamérica
Son académicos correspondientes los miembros de las respectivas corporaciones de Iberoamérica:
| - Academia Nacional de la Historia de Venezuela (1888) - Academia Colombiana de Historia (1902) - Academia Mexicana de la Historia (1919) - Academia Nacional de la Historia del Perú (1920) - Academia Salvadoreña de la Historia (1922) - Academia de Geografía e Historia de Guatemala (1923) - Academia Nacional de Historia de Ecuador (1928) - Academia Nacional de la Historia de la República Argentina (1929) - Academia Panameña de la Historia (1931) | - Academia Chilena de la Historia (1933) - Academia Paraguaya de la Historia (1937) - Instituto Histórico y Geográfico de Uruguay (1949) - Academia Boliviana de la Historia (1959) - Academia Puertorriqueña de la Historia (1960) - Academia Dominicana de la Historia (1984) - Instituto Histórico e Geográfico Brasileiro (1996) - Academia de Geografía e Historia de Costa Rica (2006) |

## Críticas

### Diccionario
En 2011, la publicación del Diccionario Biográfico Español provocó críticas y denuncias por el contenido discutible de algunas biografías, como la de Francisco Franco —realizada por el historiador Luis Suárez Fernández, presidente de la Hermandad del Valle de los Caídos—, en la que no se describe su jefatura de estado como dictatorial, adjetivo que sí aparece en la biografía del socialista Juan Negrín, así como la biografía del expresidente del Gobierno Felipe González, elaborada por Juan Luis Cebrián, presidente del Grupo Prisa, debido a la controversia sobre la imparcialidad de estas biografías. La Academia publicó un comunicado al respecto, en el que señalaba la independencia ideológica de la Academia, la libertad de sus miembros y la gran pluralidad existente entre los autores del Diccionario. Algunos autores también salieron en defensa del Diccionario en su conjunto.
En junio de 2011 la Real Academia de la Historia accedió a crear una comisión para revisar y corregir la obra, en parte forzada por la presión del ministro de Educación Ángel Gabilondo y en parte por la previsible retirada de los fondos públicos si los fallos no se corregían, lo que finalmente acabó sucediendo al mes siguiente a causa de una moción aprobada por el Congreso de los Diputados. La comisión tardó un año en realizar su trabajo (y sus conclusiones se desconocen), pero finalmente la Real Academia de la Historia anunció, según el diario El País del 27 de mayo de 2012, que no corregiría ninguna biografía, ni habría «biografías alternativas a las ya publicadas» y que sólo habría cambios menores en una adenda final (tampoco en la versión en línea). El posterior ministro de Educación José Ignacio Wert decidió reactivar la subvención y en los presupuestos del Estado de 2012 figuraba una partida de 193.000 euros para el Diccionario. La decisión de no corregir el Diccionario fue muy criticada por numerosos historiadores y especialmente por la Asociación de Historia Contemporánea, cuyo presidente Carlos Forcadell manifestó al diario El País: «Que mantengan el Diccionario es una prueba de su escasa profesionalidad, de su obsolescencia, de su inconsciencia del ridículo». Sin embargo, tres días después de la noticia aparecida en el diario El País, el ministro Wert aseguró ante el Congreso de los Diputados que catorce entradas se revisarán «en profundidad», una se suprimirá y dieciséis serán «ligeramente» modificadas, aunque no concretó cuáles.

### Academia
Las críticas al Diccionario Biográfico Español se extendieron a la propia Academia, a sus métodos de cooptación restringida, al «escaso número de mujeres, la hegemonía centralista (apenas hay académicos de la periferia), el predominio de especialistas en tiempos gloriosos de reyes y conquistadores y algunas funciones anacrónicas, como la de censor».

## Miembros
La Real Academia de la Historia está compuesta por treinta y seis miembros de número, así como de Académicos Correspondientes asignados a todas las provincias de España y al resto del mundo, que suman trescientos setenta actualmente (2006). El cuerpo académico se compone de miembros de distintas especialidades. La mayor parte son profesores universitarios de historia, pero también hay arabistas, helenistas, latinistas, hebraístas, historiadores de la ciencia e historiadores del arte.
Son miembros numerarios de la Academia (por orden del número de medalla):
1. Vicente Pérez Moreda
2. Hugo O'Donnell y Duque de Estrada
3. Vacante (Francisco Rodríguez Adrados, hasta julio de 2020)
4. Vacante (Luis Suárez Fernández, hasta diciembre de 2024)
5. Feliciano Barrios Pintado
6. José Manuel Nieto Soria
7. Josefina Gómez Mendoza
8. José Remesal Rodríguez
9. María del Pilar León-Castro Alonso
10. Octavio Ruiz-Manjón
11. Martín Almagro Gorbea
12. Elena E. Rodríguez Díaz
13. Jaime de Salazar y Acha
14. Francisco Javier Puerto Sarmiento
15. Juan Pablo Fusi Aizpurúa
16. Antonio Cañizares Llovera
17. Amparo Alba Cecilia
18. José Antonio Escudero López
19. Luis Antonio Ribot García
20. Vacante (Fernando Díaz Esteban, hasta octubre de 2023)
21. José Ángel Sesma Muñoz.[19]
22. Enriqueta Vila Vilar
23. Carmen Iglesias Cano (Directora)
24. Fernando Marías Franco[20]
25. Miguel Ángel Ladero Quesada
26. Serafín Fanjul García
27. Miguel Ángel Ochoa Brun
28. Luis Alberto de Cuenca y Prado
29. José Luis Díez García
30. Carmen Sanz Ayán
31. Enrique Moradiellos García
32. Carlos Martínez Shaw
33. María Jesús Viguera Molins
34. Juan Francisco Fuentes Aragonés
35. Xavier Gil Pujol
36. Luis Agustín García Moreno

Todavía con la categoría de electo, esto es, a la espera de la lectura de su discurso de ingreso en la Academia, se encuentra Pablo Emilio Pérez-Mallaina Bueno.